# Unione monetaria latina

Paesi che adottavano i criteri della futura Unione Monetaria Latina

L'unione monetaria latina è stato un sistema monetario, durato dal 1865 al 1927 (de facto non più operativo dal 1914), che permetteva la libera circolazione di più valute europee all'interno degli stati membri, al tempo in cui il valore delle monete era dato dalla quantità di metallo prezioso in esse contenute.

## Storia
Con una convenzione datata 23 dicembre 1865 Francia, Belgio, Italia e Svizzera formarono l'unione e si accordarono a scambiare le loro monete nazionali su uno standard di 4,5 g di argento o 0,290322 grammi di oro (un rapporto di 15,5 ad 1) e di rendere queste monete intercambiabili liberamente. L'accordo entrò in vigore dal 1º agosto 1866.
Questi paesi in seguito furono affiancati da Spagna e Grecia nel 1868 e da Romania, Austria-Ungheria, Bulgaria, Venezuela, Serbia, Montenegro e San Marino nel 1889. Altri stati tra cui lo Stato Pontificio e nel 1904 le Indie occidentali danesi usarono questo standard, ma non aderirono all'Unione.
A causa delle fluttuazioni dell'argento e dell'oro a seguito della prima guerra mondiale, l'unione durò fino al 1927, anno in cui venne sciolta.

## Il contesto dell'Unione

### Il sistema del franco germinale
La Francia si era data un nuovo sistema monetario, detto del franco germinale, dalle leggi del 18 germinale dell'anno III (7 aprile 1795) e 7 germinale dell'anno XI (27 marzo 1803) che istituivano:
- un sistema di monete di conto decimali (1 franco = 100 centesimi)
- un sistema monetario bimetallico nel quale avevano corso legale sia l'oro che l'argento:

|          | argento puro | oro puro       | rapporto oro/argento |
| -------- | ------------ | -------------- | -------------------- |
| 1 franco | 4,5 grammi   | 0,29025 grammi | 15,5 ca.             |

La coesistenza dei due standard monetari, oro ed argento, mise la basi per una fonte potenziale di instabilità. Il sistema del franco germinale si fondava sull'ipotesi di invarianza relativa dei prezzi dell'oro e dell'argento e supponeva che i volumi, le condizioni ed i costi di produzione dei due metalli rimanessero stabili. Stanti le premesse, una crisi di tale sistema sarebbe stata possibile in qualsiasi momento.

### L'ambiente monetario internazionale
L'adozione parziale o completa del sistema del franco germinale fuori dalla frontiere francesi creò un embrione del sistema monetario internazionale. La decimalizzazione fu adottata dagli Stati Uniti nel 1795. Napoleone I aveva tentato di esportare, con la Rivoluzione, il sistema del franco germinale in Europa con la forza, ma, nonostante tutto, il sistema fu comunque adottato, in seguito, per libera scelta, dal Belgio nel 1830, dalla Svizzera e dall'Italia nel 1860 (il Ducato di Parma ed il Regno di Sardegna l'avevano già adottato dopo il 1815).
La scoperta nel 1848 dell'oro in California e nel 1851 in Australia provocarono un calo del prezzo relativo dell'oro, aggravato dagli effetti della guerra di secessione americana, che obbligò l'Inghilterra a importare più tessili dall'India e a pagare i suoi debiti in argento. La congiunzione di questi avvenimenti provocò una crisi nei pagamenti in monete d'argento secondo questi meccanismi:
- la maggiore scarsità relativa dell'argento rispetto all'oro modificò il prezzo relativo dei due metalli. Il valore commerciale dell'argento divenne maggiore del suo valore legale. La differenza tra questi due valori rappresentava un premio sul metallo.
- Quando il premio coprì i costi di rifusione, di coniazione e di trasporto, divenne vantaggioso passare alla tesaurizzazione o all'esportazione delle monete d'argento.
- Il ritiro delle monete d'argento causò una crisi delle regole e della circolazione monetaria, in assenza di monete in quantità sufficiente. A questo riguardo, per la Francia, la diminuzione della coniazione in argento tra il 1856 e il 1864 è significativa:

| Anno | Coniazione in argento | Coniazione in oro |
| ---- | --------------------- | ----------------- |
| 1856 | 54,4                  | 508,24            |
| 1857 | 3,47                  | 572,56            |
| 1858 | 8,63                  | 488,67            |
| 1859 | 8,38                  | 702,70            |
| 1860 | 8,08                  | 446,04            |
| 1861 | 2,52                  | 84,66             |
| 1862 | 2,51                  | 210,16            |
| 1863 | 0,25                  | 230,20            |
| 1864 | 0,16                  | 273,84            |

Gli stati che utilizzavano il sistema del franco germinale decisero di rispondere a questa crisi. Il Belgio mise fine al corso legale dell'oro il 28 dicembre 1850. Il 31 gennaio 1860 la Svizzera diminuì il titolo delle monete d'argento all'.835. L'Italia fece lo stesso il 24 agosto 1862. La Francia adottò una legge, del 24 maggio 1864, che poneva una misura simile per i pezzi da 20 e 50 centime. Il disordine monetario si era imposto e rendeva gli scambi più difficili.
La convocazione della convenzione di Parigi il 20 novembre 1865 fu un tentativo di armonizzazione dei pesi e dei titoli delle monete nazionali per salvare il regime di bimetallismo del franco germinale e ristabilire l'intercircolazione dell'argento tra i paesi firmatari.

## I principi dell'unione
Presieduta da Félix Esquirou de Parieu, fervente sostenitore di un'unione monetaria "preludio a pacifiche federazioni in futuro", la Convenzione di Parigi, detta dell'Unione Latina, fu firmata il 23 dicembre 1865.
La convenzione fissava come principi:
- L'uniformazione monetaria: Ogni stato firmatario era tenuto a coniare moneta conformi alle norme definite dagli articoli 2 e 4 del 1865.

| Metallo | Numero d'unità di conto | Titolo in millesimi | Peso in grammi |
| ------- | ----------------------- | ------------------- | -------------- |
| oro     | 100                     | 900                 | 32,25          |
| oro     | 50                      | 900                 | 16,13          |
| oro     | 20                      | 900                 | 6,45           |
| oro     | 10                      | 900                 | 3,23           |
| oro     | 5                       | 900                 | 1,61           |
| argento | 5                       | 900                 | 25             |
| argento | 2                       | 835                 | 10             |
| argento | 1                       | 835                 | 5              |
| argento | 0,50                    | 835                 | 2,5            |
| argento | 0,20                    | 835                 | 1              |

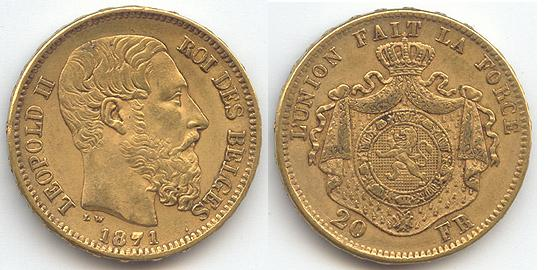
Belgio, 20 franchi

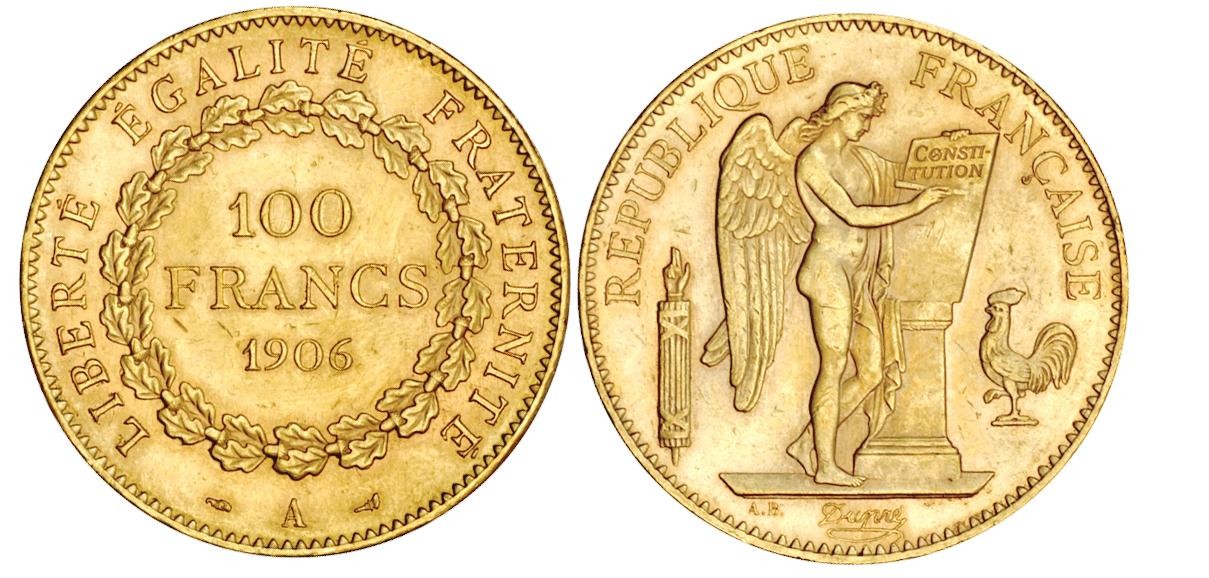
Francia, 100 franchi

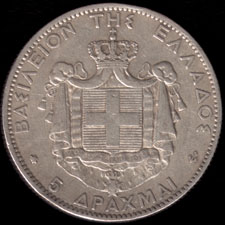
Grecia, 5 dracme

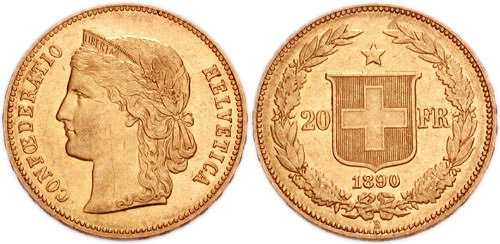
Svizzera, 20 franchi

- Il tetto all'emissione delle monete divisionali da 2, 1, ½ e 1/5 unità di conto in ragione di 6 lire (o franchi, etc.) per abitante (articolo 9). Da notare che il tetto dell'emissione della moneta fiduciaria non fu fissato e rimaneva una prerogativa dei singoli stati, assieme al tetto delle monete in biglione.

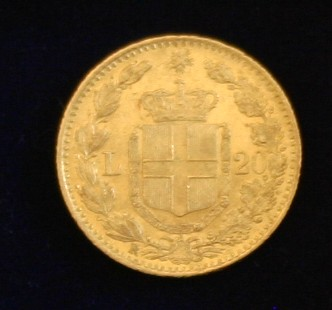
Italia, 20 lire

- La conservazione delle unità di conto nazionali: ogni paese continuò a denominare la propria moneta con il nome che aveva in precedenza.
- Il bimetallismo integrale: la coniazione dell'oro e dell'argento era libero ed il potere liberatorio era illimitato. Ogni cittadino poteva portare oro e argento alla coniazione ed era parimenti tenuto ad accettare, senza limitazione, le monete d'oro e d'argento nazionali (salvo per le monete divisionali d'argento a 835/... la cui coniazione era riservata allo stato ed il cui potere liberatorio era limitato).
- L'intercircolazione delle monete all'interno dell'Unione: le monete di ogni stato avevano corso legale nell'Unione (con un tetto per le monete divisionali d'argento).

Inoltre il trattato era rinnovabile tacitamente per altri 15 anni dal 1º gennaio 1880 salvo denuncia di un paese firmatario (articolo 14). Il trattato era aperto ad altri firmatari (articolo 12), sotto la riserva dell'unanimità dei paesi membri dell'Unione (secondo le convenzioni del 1878 e del 1885).

## Evoluzione e fine dell'Unione monetaria latina

### Un successo rapido ma incompleto
Il successo dell'Unione monetaria latina, misurata in base al numero di paesi che adottarono il sistema (in totale 32), pose le basi per un sistema monetario internazionale. Tuttavia l'insuccesso del Congresso monetario internazionale del 1867 ridusse l'Unione ad una zona monetaria.
| Paesi firmatari                          | Francia (1865), Belgio (1865), Italia (1865), Svizzera (1865), Grecia (1868)                                             |
| Paesi associati (con accordi bilaterali) | Austria-Ungheria, Svezia, Russia, Finlandia, Romania, Spagna, San Marino, Liechtenstein, Monaco, Creta                   |
| Paesi allineati (unilateralmente)        | Serbia, Bulgaria, Stato Pontificio, Venezuela, Perù, Rep. Dominicana, Haiti, Indie occ. danesi, Argentina, Brasile, Cile |
| Paesi sotto statuto coloniale            | Tunisia, Comore, Congo, Porto Rico, Eritrea                                                                              |

### I problemi di funzionamento intrinseco dell'Unione

Meccanismo di funzionamento del regime bimetallico dell'Unione monetaria latina

Il funzionamento dell'Unione era intrinsecamente debole per due problemi: la fluttuazione del rapporto relativo dei due metalli, che era stata invece inizialmente supposta stabile, e le fluttuazione dei cambi.
Le differenze dei valori tra la moneta fisica e quella legale, create da variazioni esogene dei prezzi dei metalli sui mercati, crearono un premio sul metallo: dal momento che il punto di uscita delle monete di metallo è uguale al premio positivo sul metallo più i costi di approvvigionamento, coniazione e trasporto, quando il prezzo del metallo supera questo punto di uscita, i pezzi (le monete) in questo metallo sono tesaurizzati o esportati e spariscono (escono) dalla circolazione secondo i meccanismi descritti dalla legge di Gresham.
Tali uscite dalla circolazione monetaria delle monete in un determinato metallo contribuiscono a far abbassare il prezzo del metallo stesso: poiché il metallo - uscito di circolazione sotto forma di moneta - ritorna, come tale, sul mercato del metallo (dove è più conveniente venderlo visto il premio sul metallo) l'offerta del metallo ne risulta aumentata contribuendo a farne diminuire il prezzo, in un sistema che tende ad autoregolarsi.
Il punto d'entrata è uguale al premio negativo sul metallo meno i costi di coniazione e trasporto: quando il prezzo del metallo raggiunge il prezzo d'entrata il metallo viene portato alla coniazione. Queste entrate (nella circolazione monetaria) contribuiscono ad accrescere il prezzo del metallo che esce dal mercato per essere coniato.
Le differenze tra il corso del cambio ed il corso legale di una moneta portano alla creazione esogena di moneta fiduciaria e di moneta scritturale e costituiscono un premio sul cambio: nel momento in cui il premio sul cambio di una moneta, ad esempio il franco svizzero, diviene positivo, le altre monete vengono esportate verso la Svizzera e spariscono dalla circolazione nazionale, anche in questo caso secondo i meccanismi descritti dalla legge di Gresham.
Le variazioni incrociate dei prezzi dei metalli e del corso di cambio rendono intrinsecamente complessa la comprensione dei problemi monetari e la loro soluzione in un tipo di sistema monetario come quello istituito dall'Unione monetaria latina.

### Un'unione in evoluzione
L'Unione fu capace di adattare i suoi principi ai problemi delle variazioni dei cambi e del corso dei metalli, ma al prezzo di rinunciare ai principi inizialmente adottati. Le successive convenzioni dell'Unione (1874, 1878, 1885, 1893, 1908) l'orientarono in due direzioni lontane dai principi fondatori della Convenzione del 1865.

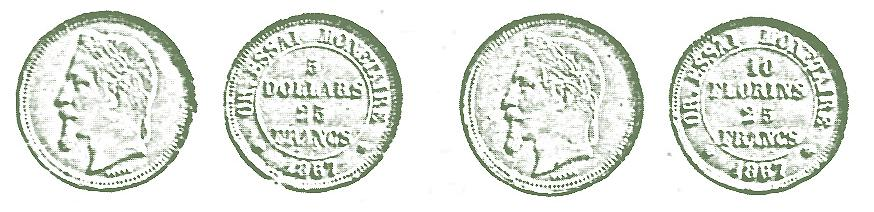
Prove di monete in oro coniate in occasione del Congresso del 1867, Napoleone III a destra

L'Unione si mosse rapidamente verso un monometallismo fondato sull'oro:
- Il Congresso del 1867 (Europa, USA[7], Russia ed Impero ottomano) adottò il principio di una moneta internazionale basata su quella da 5 franchi oro e sui suoi multipli. Si creò anche il principio del gold standard con un periodo di transizione per il bimetallismo. Il congresso fallì davanti all'opposizione della Prussia, dell'Inghilterra e delle Banche centrali che all'epoca erano private. Tuttavia la Convenzione di Vienna del 21 luglio 1868 unificò le tariffe postali usando il franco come unità di conto monetario comune.

Nel 1873, con l'aumento della produzione d'argento, gli Stati Uniti abbandonarono il principio della libertà di coniazione dell'argento e la Germania adottò il monometallismo aureo. L'Unione latina seguì le nuove tendenze. Con la Convenzione addizionale del 31 gennaio 1874 il principio di libertà di coniazione fu limitato con dei contingentamenti. La Convenzione del 1878 sospese la coniazione delle monete d'argento nell'Unione. La Convenzione del 6 novembre 1885 previde la rimborsabilità in oro degli scudi (5 lire) d'argento.
Inoltre, la seconda evoluzione più significativa, la ri-nazionalizzazione della circolazione delle monete d'argento:
- la Convenzione addizionale del 15 novembre 1893 soppresse il principio dell'intercircolazione delle monete divisionali italiane.
- la Convenzione addizionale del 4 novembre 1908 soppresse l'intercircolazione delle monete greche.

Il Trattato del 1865 fu gradualmente svuotato dei suoi contenuti. I principi fondamentali del bimetallismo e dell'intercircolazione non furono più applicati dopo il 1878 per l'argento.

### La crisi del 1914
La guerra del 1914 spinge alla tesaurizzazione delle monete d'oro e d'argento. La legge francese del 5 agosto 1914 aggrava il fenomeno con l'istituzione del corso forzoso della banconote e la sospensione della convertibilità in oro.
L'emissione di banconote aumenta molto, ma con ritmi diversi nei diversi paesi dell'Unione. Di conseguenza la parità dei cambi tra le monete dell'Unione diverge rapidamente.
Parallelamente oscillano molto i prezzi dell'argento.
L'instabilità congiunta dei cambi e dei mercati dei metalli, provocata dalla guerra, rende impossibile il ritorno ai principi dell'Unione monetaria latina alla fine della guerra.
Ma l'utilizzazione di diversi accorgimenti permettono di far durare l'Unione qualche anno ancora, sulla carta.
La Francia non conierà più monete d'oro, ma continuerà ad emettere monete divisionali da 1/2f, 1f e 2f fino al 1920, secondo le norme della Convenzione del 1865.
In Italia vennero coniate monete d'oro, secondo le norme della Convenzione, solo per i collezionisti e vendute ad un prezzo quattro volte quello nominale.
Nel 1921 il signoraggio era divenuto negativo per la coniazione delle monete d'argento, e i paesi, anziché denunciare la Convenzione del 1865 preferiscono non coniare nuove monete. La Svizzera sospende parte delle coniazioni. In Italia vengono battute monete in nichelio con l'indicazione di "BUONI DA...", in sostituzione dei biglietti di stato e dei buoni di cassa stampati dal 1914. La Francia fa coniare monete di necessità a nome delle varie Chambre de commerce.
In questa situazione l'Unione era non più sostenibile, dato che per rispettare il trattato non si poteva battere moneta. Alla fine del 1925 il Belgio denunciò per primo la convenzione che fu sciolta il 1º gennaio 1927.